# Дромахейн

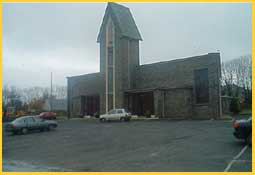
Местная церковь

Дромахейн (Дроммахейн; англ. Dromahane, также Drommahane; ирл. Drom Átháin, Дром-Ахань) — деревня в Ирландии, находится в графстве Корк (провинция Манстер). Входит в волость Духаллоу (Duhallow).

## Демография
Население — 801 человек (по переписи 2006 года). В 2002 году население составляло 548 человек.
Данные переписи 2006 года:
| Общие демографические показатели |               |                               |                               |      |      |
| Всё население                    | Всё население | Изменения населения 2002—2006 | Изменения населения 2002—2006 | 2006 | 2006 |
| 2002                             | 2006          | чел.                          | %                             | муж. | жен. |
| 548                              | 801           | 253                           | 46,2                          | 374  | 427  |